# スカラ座バレエ団
スカラ座バレエ団（スカラざバレエだん、英語: La Scala Theatre Ballet、イタリア語: Corpo di ballo del Teatro alla Scala）は、イタリアのミラノにあるスカラ座を本拠とするバレエ団である。バレエ団としては世界的にも屈指の歴史と知名度を誇る。スカラ座の開場以前から存在していたが、1778年のスカラ座設立をもってバレエ団の正式な発足としている。マラ・ガレアッツィ、アレッサンドラ・フェリ、ヴィヴィアナ・デュランテ、ロベルト・ボッレ、カルラ・フラッチなど、数多くの著名ダンサーを擁してきた。傘下のバレエ学校としてスカラ座アカデミー（イタリア語: Accademia Teatro alla Scala）の一部門スカラ座バレエ学校（イタリア語: Scuola di Ballo del Teatro alla Scala）を持ち、所属団員のほとんどはスカラ座バレエ学校の卒業生である。
クラシック・バレエの歴史上の人物のうち、スカラ座バレエ団と関係が深い者に、指導者・振付家のカルロ・ブラシスとエンリコ・チェケッティ、バレリーナのカルロッタ・グリジ、カテリーナ・ベレッタ、カルロッタ・ブリアンツァ、プリマ・バレリーナ・アッソルータのピエリーナ・レニャーニなどがいる。
スカラ座バレエ団の正式な発足は1778年にスカラ座の設立時とされているが、バレエ団そのものの歴史は、フランス国王ルイ14世が熱中し、バレエの洗練に取り組むより遙か以前のルネサンス期イタリア、特にバレエ自体が発祥したミラノ・スフォルツァ家の宮殿にまで遡る。バレエ団としての精髄は、1779年から1789年にかけて振付家のガスパロ・アンジョリーニが本格的なオペラの改革の一環でミラノに持ち込んだものである。当時ミラノにはサルヴァトーレ・ヴィガーノも住んでおり、スカラ座バレエ団でバレ・ダクシオン（本人は「コレオドラマ」と呼んでいた）の実験を行った。これは後にカルロ・ブラジスなどの振付家に大いに影響を与えた。
近年では、ジョージ・バランシンやローラン・プティなどの著名な振付家が、スカラ座バレエ団やそのプリンシパルのためにバレエ作品を振り付けることもある。
スカラ座バレエ団のレパートリーには、クラシック・バレエのみならず、モダン・バレエなどの現代的な作品も含まれており、『ジゼル』、『白鳥の湖』、『じゃじゃ馬ならし』、『カルメン』、『オネーギン』、『テーマとヴァリエーション』などがある。